# Eastern Island (Canada)
Eastern Island is een onbewoond eiland dat deel uitmaakt van de Canadese provincie Newfoundland en Labrador. Het heeft een oppervlakte van 16 km² en ligt ruim 20 km ten noorden van Baie Verte, een schiereiland van het eiland Newfoundland. Tezamen met het kleinere Western Island vormt het de Horse Islands.

## Geschiedenis
Aan de zuidkust van Eastern Island bevond zich historisch gezien een vissersnederzetting die de naam van de archipel droeg. Het dorp Horse Islands was een typische Newfoundlandse outport daar het enkel via het water bereikbaar was. Het eiland telde 215 inwoners op het hoogtepunt van het dorp in 1956.
In 1967 stemden de inwoners ermee in om zich te hervestigen naar het op Newfoundland gelegen dorp LaScie. Dit kaderde in de bredere hervestigingspolitiek in de provincie. Eastern Island is sindsdien dus een onbewoond eiland.